# Herning Museum of Contemporary Art
Le Herning Museum of Contemporary Art (HEART), anciennement Herning Kunstmuseum, est un musée d'art fondé à Herning, au Danemark, en 1976, ouvert en 1977 à Angligården, une ancienne usine de chemises conçue par C.F. Møller . En 2009, il a rouvert dans de nouveaux locaux conçus par l'architecte américain Steven Holl.

## Histoire
Le musée d'art est créé à l'origine dans l'usine de chemises Angli d'Aage Damgaard. Il conserve des œuvres de Paul Gadegaard (qui a décoré l'usine dans les années 1950), Victor Vasarely, Piero Manzoni, Richard Mortensen, Asger Jorn et Carl-Henning Pedersen . Il existe également une grande collection d'œuvres sculpturales d'Ingvar Cronhammar.
Le 9 septembre 2009, le musée ouvre dans un nouveau bâtiment conçu par l'architecte américain Steven Holl. Le nouveau bâtiment contient également des œuvres de Bjørn Nørgaard, Joseph Beuys, Mario Merz, Knud Hvidberg, John Kørner et Troels Wörsel.

## Architecture
Le nouveau bâtiment est conçu pour accueillir à la fois un musée d'art visuel et une salle de concert. Il abrite l'exposition permanente du musée, des galeries pour des expositions temporaires ainsi qu'un auditorium de 150 places, des salles de répétition, une bibliothèque médicale et des bureaux. Dans une tentative de refléter la tradition textile de Herning et la production antérieure de chemises, le bâtiment, vu d'en haut, ressemble à une collection de manches de chemise tandis que les murs extérieurs en béton blanc présentent une texture de tissu.

## Sélection d'œuvres

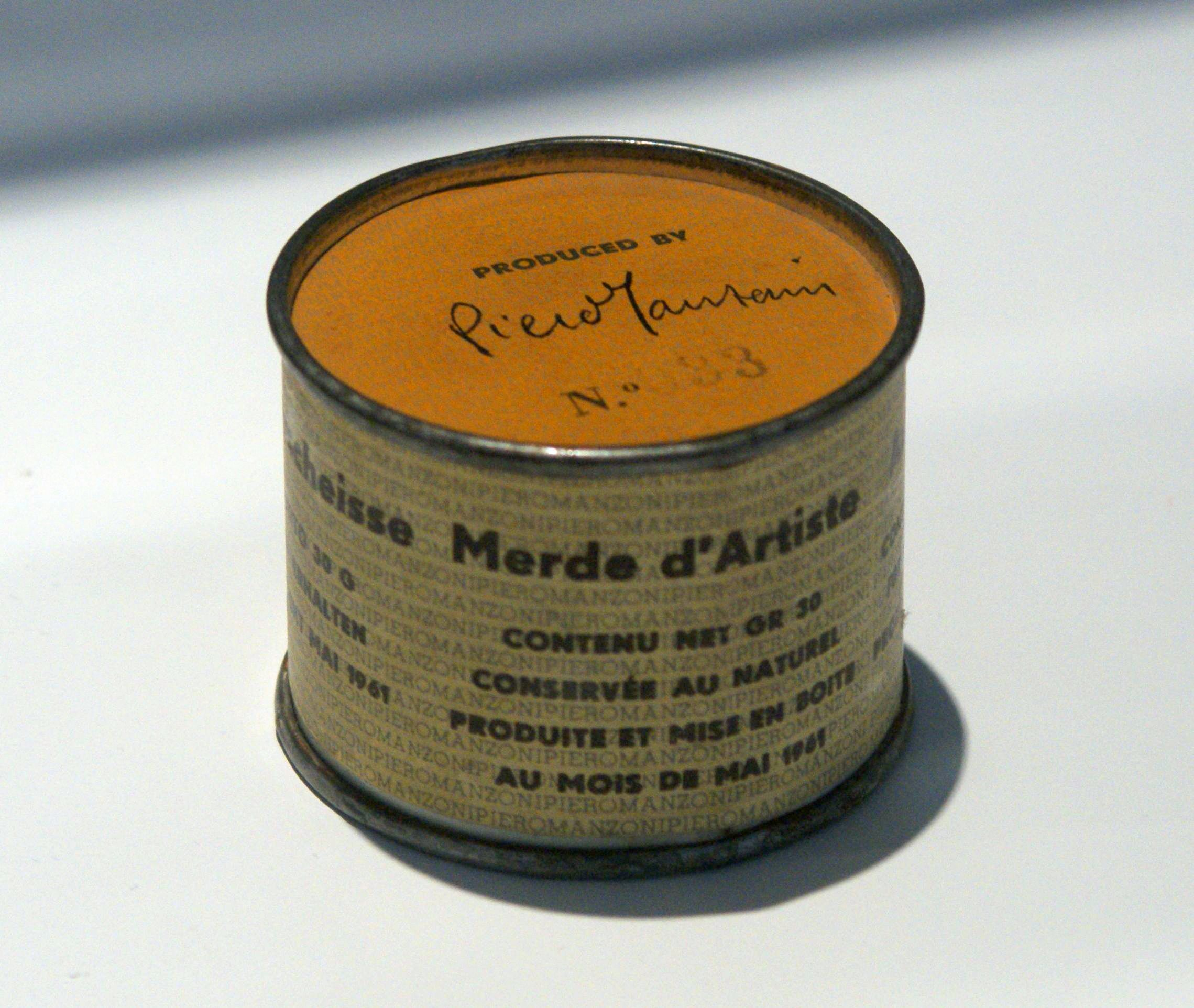
Merda d'artista (1961), Piero Manzoni

## Fréquentation
Fréquentation annuelle 

28 639 (2017)